# Ptinus bivittatus
Ptinus bivittatus là một loài bọ cánh cứng trong họ Ptinidae. Loài này được Boieldieu miêu tả khoa học năm 1854.